# Bjarnarey
Bjarnarey és el nom que rep una illa volcànica de l'oceà Atlàntic que pertany a Islàndia, i que geogràficament és una de les 15 illes que formen l'arxipèlag de Vestmannaeyjar. Posseeix una superfície estimada en 0,32 quilòmetres quadrats, el seu punt culminant és la muntanya coneguda com Bjarnarey que s'eleva fins als 161 msnm. Administrativament fa part de la regió de Suðurland.

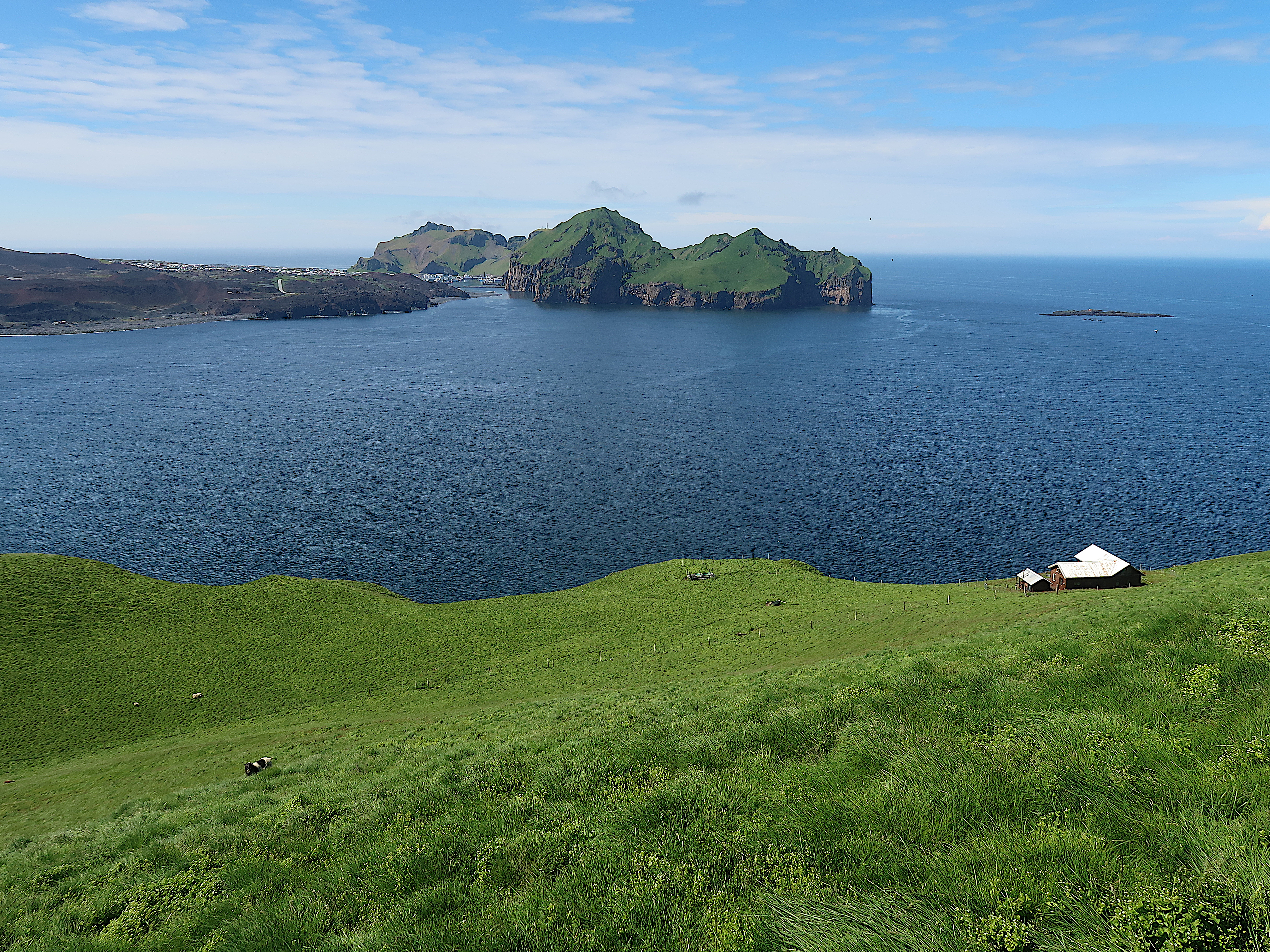
La vista des de l'illa de Bjarnarey cap a Heimaey